# 西条古墳群
西条古墳群（さいじょうこふんぐん）は、兵庫県加古川市山手にある古墳群。3基が国の史跡に指定されている。

## 概要
兵庫県南部、印南野台地から北に延びる細長い段丘上に営造された古墳群である。かつては数十基の古墳から構成されたが、ほとんどが宅地開発によって消滅し、現在は前方後円墳1基（行者塚古墳）・円墳2基（人塚古墳・尼塚古墳）の計3基のみが遺存する。近年に史跡整備事業に伴う発掘調査が実施されている。
古墳群のうち中心的な行者塚古墳は、墳丘長99メートルを測る大型前方後円墳である。墳丘は3段築成で、墳丘には4ヶ所の造出を付し、墳丘周囲には周濠が巡らされる。埋葬施設は後円部墳頂における粘土槨3基である。畿内最古級の馬具の出土、朝鮮半島・中国との交流を示す副葬品の出土、造出1ヶ所の全面調査による造出祭祀解明の点で重要視される古墳になる。また人塚古墳・尼塚古墳は、いずれも大型円墳である。墳丘は2段築成で、墳丘には造出を付し、墳丘周囲には周濠が巡らされる。いずれも埋葬施設の調査は実施されていない。そのほかの小型古墳は消滅しているが、そのうち西条52号墳は弥生時代終末期の墳丘墓であり、内行花文鏡の出土が知られる。
行者塚・人塚・尼塚古墳の3基は、古墳時代中期の5世紀代の営造と推定される。付近では後世の古代寺院として西条廃寺跡（兵庫県指定史跡）も営まれており、加古川を望む西条丘陵が古代の東播磨地方の中心地であったことを示す古墳群になる。
3基の古墳域は1973年（昭和48年）に国の史跡に指定された。現在では史跡整備のうえで公開されている。

## 一覧
| 古墳名     | 座標                                     | 形状       | 規模                | 埋葬施設  | 築造時期                    | 調査年度           | 備考       |
| ---------- | ---------------------------------------- | ---------- | ------------------- | --------- | --------------------------- | ------------------ | ---------- |
| 行者塚古墳 | 北緯34度46分54.95秒 東経134度53分18.10秒 | 前方後円墳 | 墳丘長99m           | 粘土槨3基 | 4世紀末-5世紀初頭 5世紀前葉 | 平成7-8年度ほか    |            |
| 人塚古墳   | 北緯34度47分0.70秒 東経134度53分10.05秒  | 円墳       | 直径61.5m 高さ10.4m | 不明      | 5世紀前葉                   | 平成20・22・25年度 | 周濠に瓦窯 |
| 尼塚古墳   | 北緯34度46分53.75秒 東経134度53分11.90秒 | 円墳       | 直径45m 高さ6m      | 不明      | 5世紀中葉                   | 平成17年度         |            |

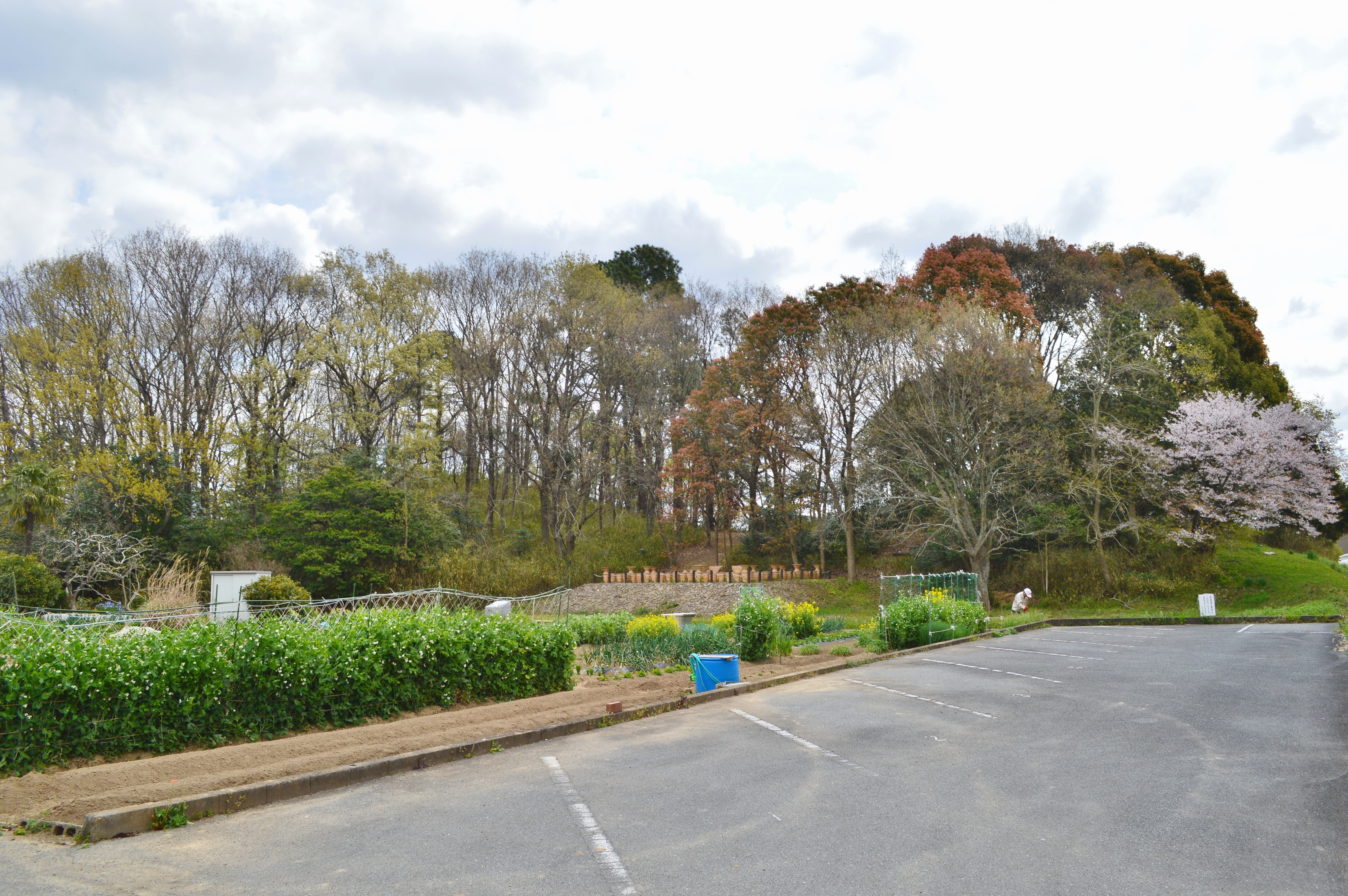
行者塚古墳
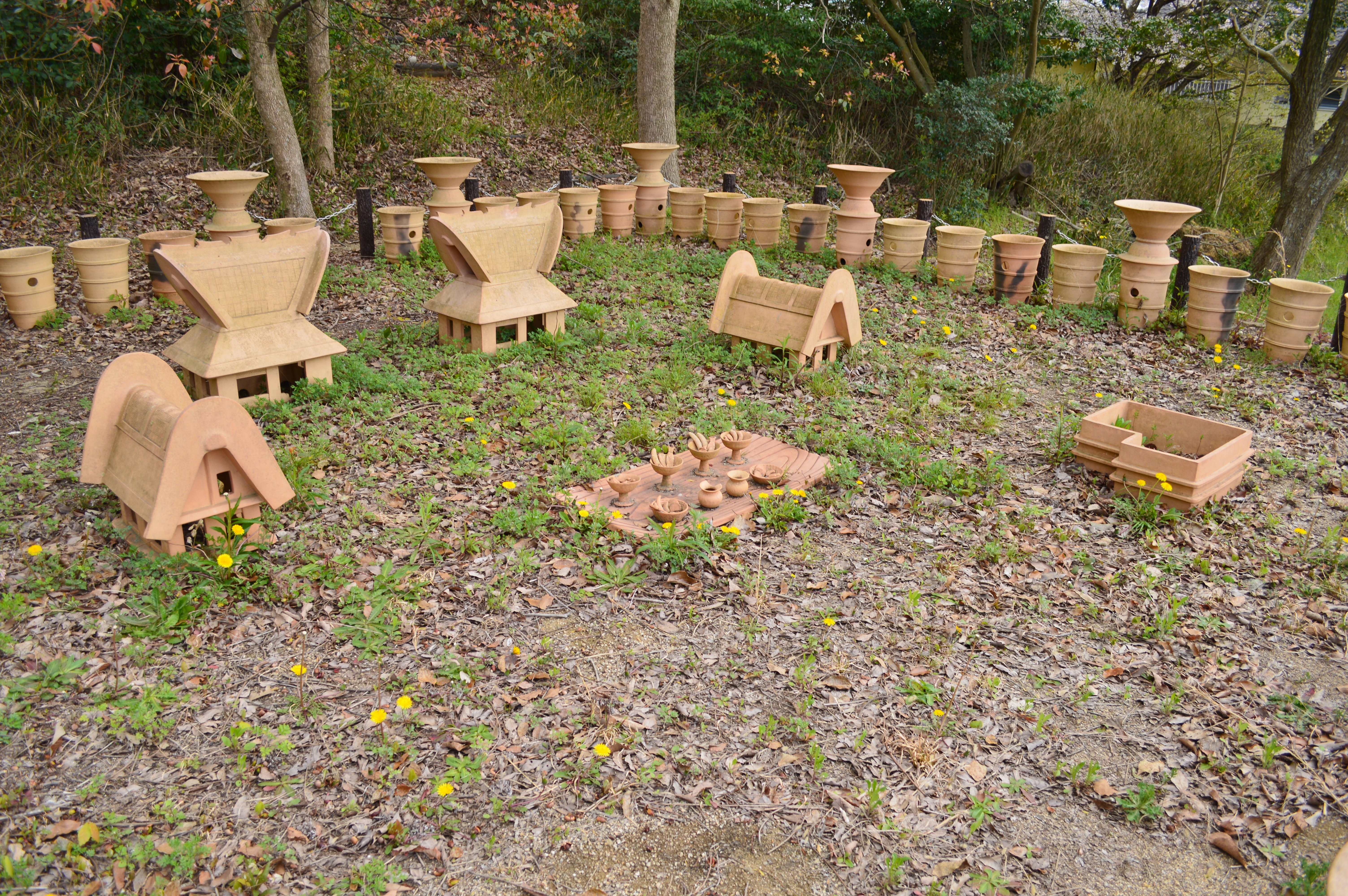
行者塚古墳 造出（復元）
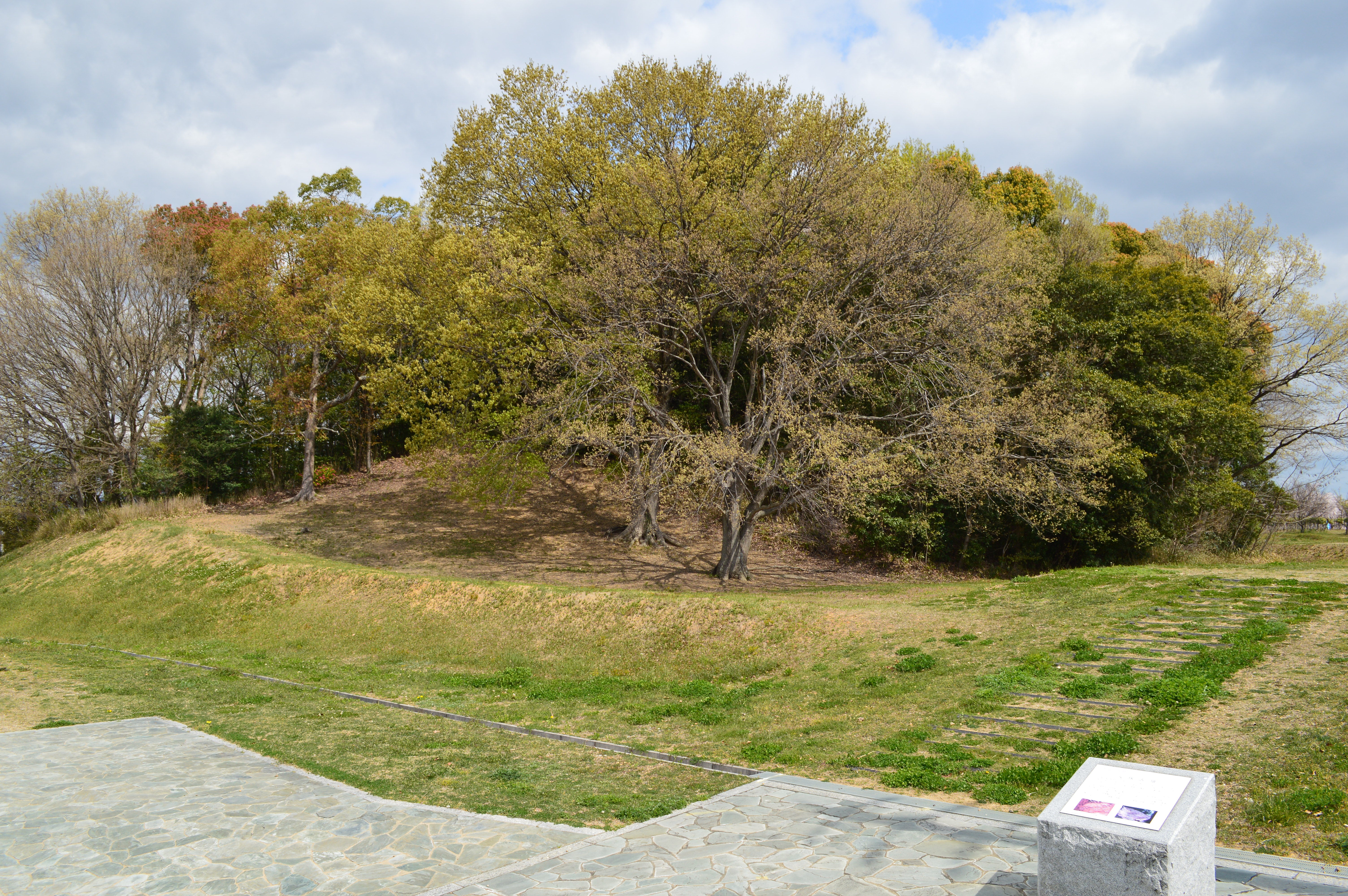
人塚古墳
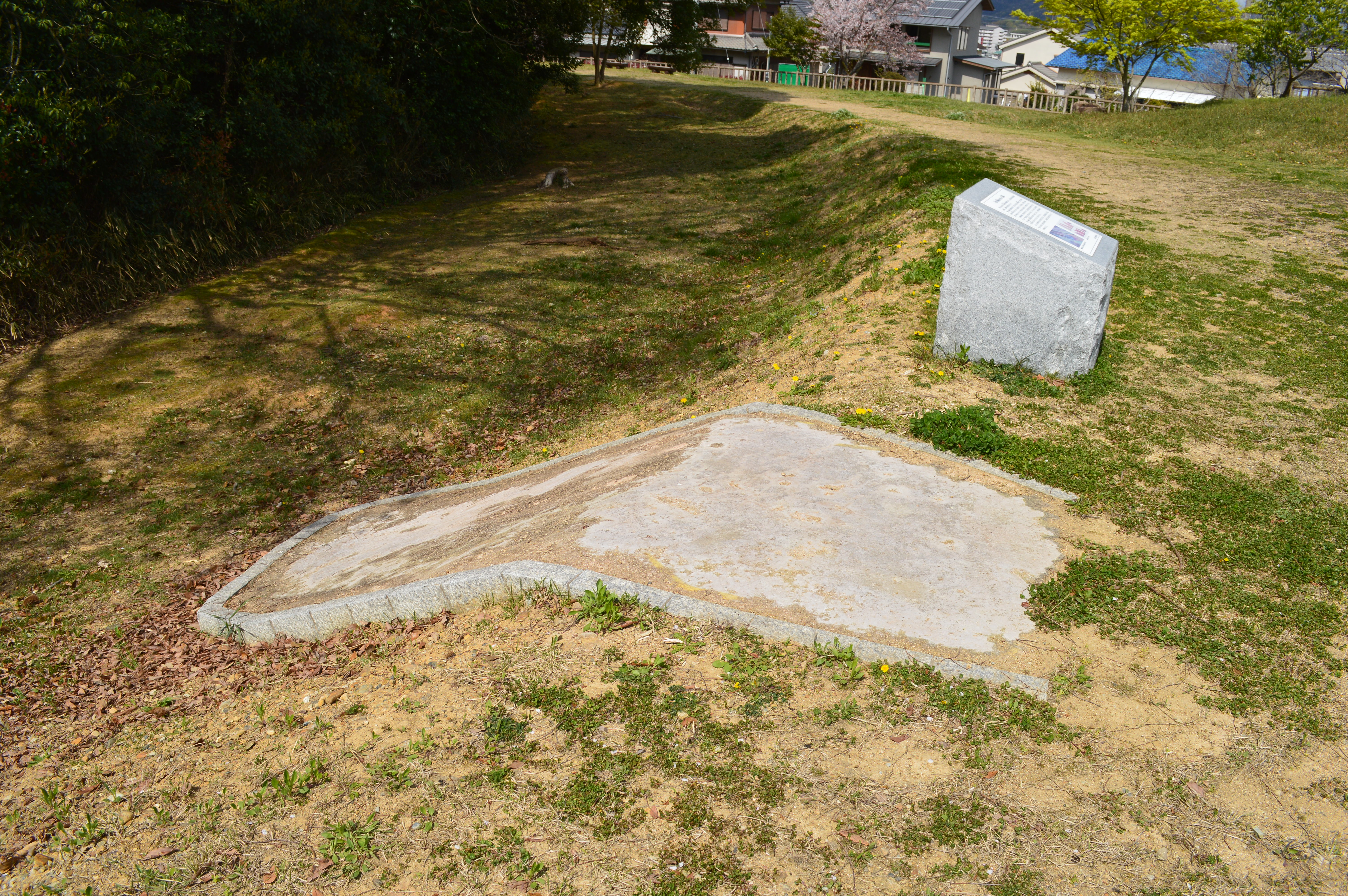
人塚古墳 後世の瓦窯跡
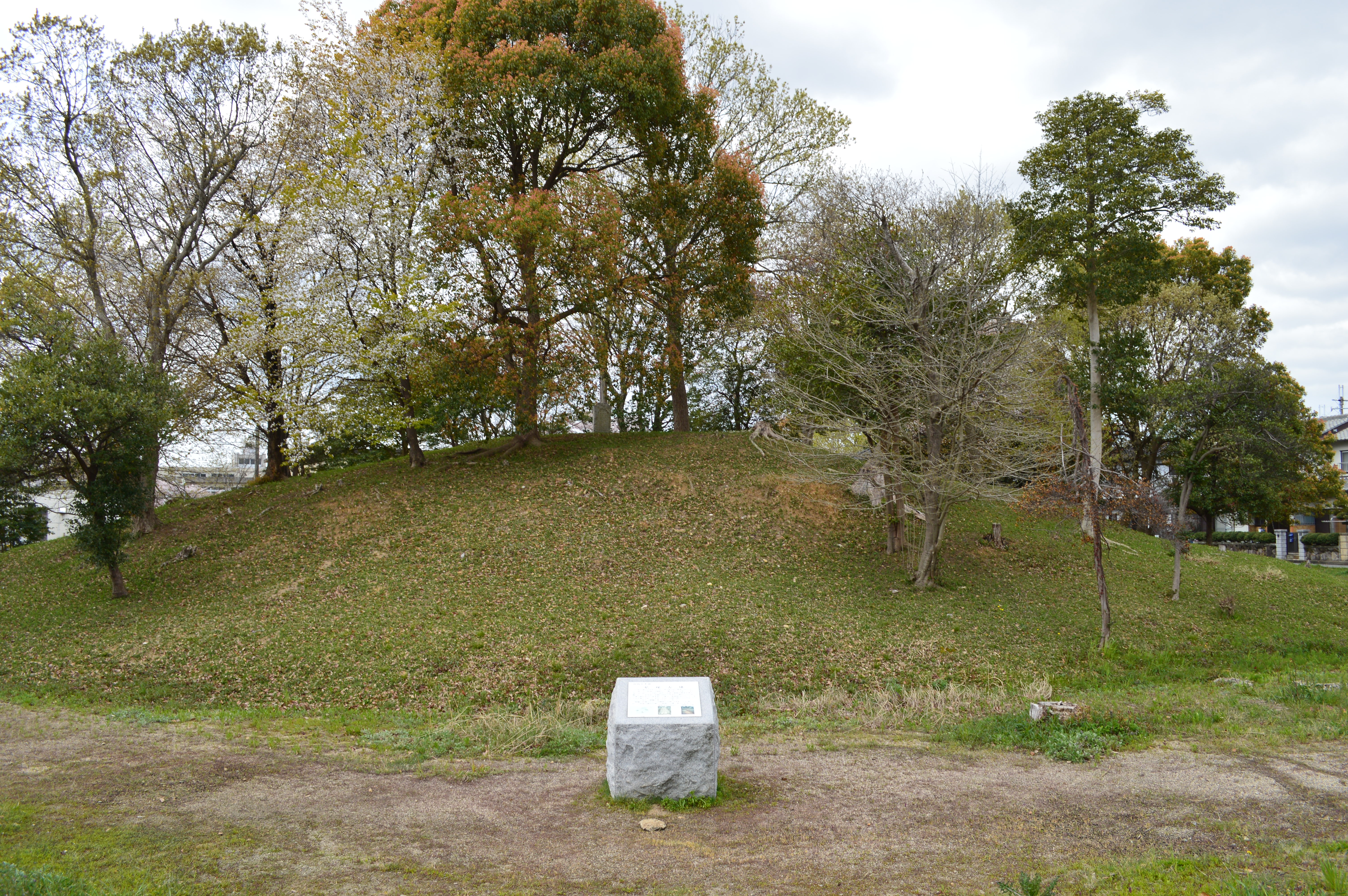
尼塚古墳

## 文化財

### 国の史跡
- 西条古墳群 - 1973年（昭和48年）6月18日指定[2]。

## 関連施設
- 加古川市総合文化センター博物館（加古川市平岡町新在家） - 西条古墳群の出土品等を保管・展示。

## 関連文献
（記事執筆に使用していない関連文献）
- 『西条古墳群 -兵庫県加古川市神野団地造成に伴う埋蔵文化財発掘調査（1963～1964年）の成果-』東播磨地域史懇話会、2022年。 - リンクは奈良文化財研究所「全国遺跡報告総覧」。